# Бени-Мазар
Бе́ни-Маза́р (араб.: بني مزار) — город в Египте, в провинции Минья на западном берегу Нила, около 79 553 жителей (2006). Находится в 197 км к югу от Каира. 
Старое название города Шинуада (араб. شِنُوادة‎) происходит из коптского Чинуотэ/Шинуоти (сахид. копт. ϭⲓⲛⲟⲩⲟⲟⲧⲉ, бохайр. копт. ϣⲓⲛⲟⲩⲟϯ).
Считается, что современное название город получил от арабского Баб Эль-Мазар, т.е. Ворота Посещаемого Места, поскольку здесь находились ворота в Оксиринх, известный своими достопримечательностями. 
Сам город был основан шейхом Дахиром Аль-Омаром после его поражения от войск Османской империи и бегства из Сирии в Египет. Потомки шейха до сих пор живут в городе.